# Моніка Реймунд
Мо́ніка Ре́ймунд (англ. Monica Raymund; народ. 26 липня 1986 Сент-Пітерсбург, Флорида, США) — американська акторка. Найбільш відома своїми ролями Марії Торрес в серіалі «Теорія брехні» та Габрієли Доусон у телесеріалах «Пожежники Чикаго» і «Медики Чикаго».

## Біографія
Моніка Реймунд народилася 26 липня 1986 в Сент-Пітерсбурзі, Флорида, США. Батько Моніки, Стів Реймонд, каліфорнієць з єврейської сім'ї, є головою правління і колишнім генеральним директором «Tech Data Corp.», Дистриб'ютора комп'ютерних деталей і програм, мати Соня — іммігрантка з Домініканської республіки, волонтер і співзасновник академії танцю «Soulful Arts Dance Academy». У Моніки є брат Вілл.
У школі Моніка брала участь у проекті «Broadway Theater Project in Tampa» і постановках школи Мистецтв Північної Кароліни в Уїнстон-Салемі. Моніка закінчила Shorecrest Preparatory School в Сент-Пітерсберзі, після чого її сім'я переїхала в Нью-Йорк, де Реймунд продовжила навчання в Джульярдській школі, де була удостоєна премії «John Houseman Award» за внесок у розвиток молодих акторів США. Вперше з'явилася на екрані в невеликій ролі в серіалі «Закон і порядок. Спеціальний корпус».

## Особисте життя
11 червня 2011 року Реймунд вийшла заміж за письменника Ніла Патріка Стюарта. Вони розійшлися на початку 2013 року та розлучилися в 2014.
Реймунд є палким прихильником прав ЛГБТ. У лютому 2014 року вона вперше оприлюднила бісексуальність через Twitter. 16 вересня 2015 року Реймунд оголосила, що почала зустрічатися з оператором і продюсером Тарі Сігал.

## Фільмографія
| Рік       |    | Українська назва                                    | Оригінальна назва                 | Роль             |
| --------- | -- | --------------------------------------------------- | --------------------------------- | ---------------- |
| 2007      | кф | Боєць                                               | Fighter                           | Сара             |
| 2008      | с  | Закон і порядок: Спеціальний корпус                 | Law & Order: Special Victims Unit | Трініті Мартінес |
| 2008      | кф | Любов? Біль                                         | Love? Pain                        |                  |
| 2009—2011 | с  | Теорія брехні                                       | Lie to Me                         | Марія Торрес     |
| 2011      | с  | Блакитна кров                                       | Blue Bloods                       | Луїза Соса       |
| 2011—2012 | с  | Гарна дружина                                       | The Good Wife                     | Дана Лодж        |
| 2012      | ф  | Порочна пристрасть                                  | Arbitrage                         | Рейна            |
| 2012—2019 | с  | Пожежники Чикаго                                    | Chicago Fire                      | Габрієла Доусон  |
| 2012      | кф | П'ятдесят сортів Шая                                | Fifty Grades of Shay              | Лілі             |
| 2013      | с  | Тіло як доказ                                       | Body of Proof                     | Агент ФБР        |
| 2013      | ф  | Brahmin Bulls                                       | Brahmin Bulls                     | Мая              |
| 2014—2018 | с  | Поліція Чикаго                                      | Chicago P.D.                      | Габрієла Доусон  |
| 2016      | ф  | Весела дитина                                       | Happy Baby                        | Марія            |
| 2016—2018 | с  | Медики Чикаго                                       | Chicago Med                       | Габрієла Доусон  |
| 2017      | с  | Спеціальні навички                                  | Special Skills                    | Моніка           |
| 2020—2024 | с  | Кайфтаун                                            | Hightown                          | Джекі Кіньонес   |
| 2022      | ф  | Брати                                               | Bros                              | Тіна             |
| 2023      | ф  | Військовий трибунал у справі про заколот на «Кейні» | The Caine Mutiny Court-Martial    | Кетрін Чаллі     |
| 2025      | с  | За викликом                                         | On Call                           | Марія Дельгадо   |